# Aire urbaine de La Tremblade
L'aire urbaine de La Tremblade est une aire urbaine française centrée sur la ville de La Tremblade, petite ville de la Charente-Maritime située sur la rive gauche de la Seudre, dans le plus important bassin ostréicole de France.

## Zonage de l'aire urbaine de La Tremblade en 2010 et population en 2008

### Données globales
Selon le dernier zonage effectué par l'Insee en 2010, l'aire urbaine de La Tremblade compte 11 180 habitants en 2008 (population municipale).
En 2008, elle se situait au 358e rang national et au 15e rang régional en Poitou-Charentes. 
Selon l'Insee, l'aire urbaine de La Tremblade fait partie des petites aires urbaines de la France c'est-à-dire ayant entre 1 500 et moins de 5 000 emplois.
L'unité urbaine de La Tremblade forme à la fois le pôle urbain et l'aire urbaine de La Tremblade selon la nouvelle terminologie de l'Insee. L'aire urbaine de La Tremblade ne possède donc pas de couronne urbaine selon le nouveau zonage de 2010 défini par l'Insee. 
En Charente-Maritime, elle occupe le sixième rang, très loin derrière les aires urbaines de La Rochelle, Saintes, Rochefort et Royan qui sont les quatre grandes aires urbaines de ce département. Elle se situe après l'aire urbaine de Saint-Jean-d'Angély qui occupe le 5e rang départemental,  mais elle devance les aires urbaines de Marennes (7e), Saint-Pierre-d'Oléron (8e), Surgères (9e) et Jonzac (10e).

### Composition de l'aire urbaine de La Tremblade selon le zonage de 2010
Composition de l'aire urbaine de La Tremblade selon le nouveau zonage de 2010 et population en 2008 (population municipale)
| Commune                                      | Superficie | Population  | Densité de population | Catégorie dans l'aire urbaine      |
| -------------------------------------------- | ---------- | ----------- | --------------------- | ---------------------------------- |
| La Tremblade                                 | 69,13 km²  | 4 521 hab.  | 65 hab/km²            | commune appartenant au pôle urbain |
| Arvert                                       | 26,22 km²  | 3 084 hab.  | 118 hab/km²           | commune appartenant au pôle urbain |
| Chaillevette                                 | 10,03 km²  | 1 358 hab.  | 135 hab/km²           | commune appartenant au pôle urbain |
| Étaules                                      | 11,55 km²  | 2 217 hab.  | 192 hab/km²           | commune appartenant au pôle urbain |
| Pôle urbain ou unité urbaine de La Tremblade | 118,45 km² | 11 180 hab. | 94 hab/km²            | 4 communes                         |
| Aire urbaine de La Tremblade                 | 118,45 km² | 11 180 hab. | 94 hab/km²            | 4 communes                         |